# Itá Pucú
Itá Pucú ist ein Naturdenkmal aus Stein in der Nähe der argentinischen Stadt Mercedes in Corrientes, Argentinien. Itá Pucú befindet sich etwa 9 Kilometer südöstlich des Stadtzentrums am Oberlauf eines gleichnamigen Baches auf einem Feld, das einer ortsansässigen Familie gehört. Der Stein ist Bestandteil des Stadtwappens. 

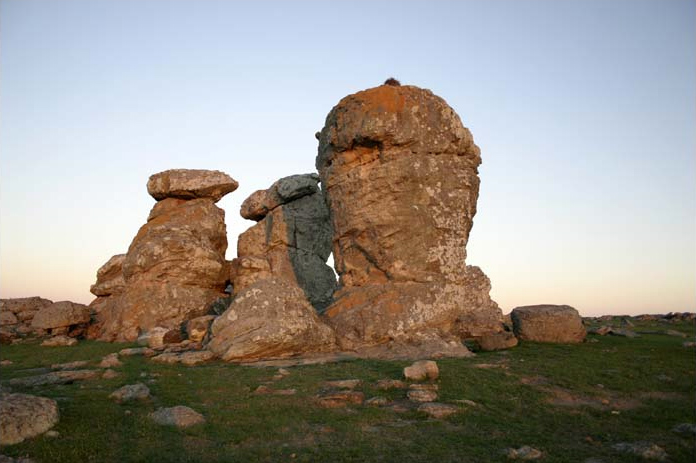
Itá Pucú

Koordinaten: 29° 14′ 54,4″ S, 58° 1′ 29,5″ W